# Bernhard Stahl
Bernhard Stahl (* 1963 in Wissen) ist ein deutscher Politikwissenschaftler.

## Leben
Von 1983 bis 1988 absolvierte Stahl ein Diplomstudium der Wirtschaftswissenschaften an der Universität Siegen und der Universität Münster (Dipl. Kfm.), anschließend von 1989 bis 1991 das Zusatzstudium Europastudien an der RWTH Aachen, Magister in Europastudien (M.E.S.). Von 1989 bis 1997 war er freiberuflicher Dozent in der Erwachsenenbildung für betriebswirtschaftliche Fächer sowie Managementlehre während des Studiums und der (externen) Promotion 1998 (Dr. phil., magna cum laude) an der Universität Trier. Von 1997 bis 2002 lehrte er als wissenschaftlicher Mitarbeiter und Projektleiter am Lehrstuhl für International Beziehungen und Außenpolitik an der Universität Trier bei Hanns W. Maull. Danach arbeitete er von 2002 bis 2004 als Director of Academic Affairs an einer britischen Privathochschule (cbs) in Köln. Von 2004 bis 2008 lehrte er als Professor für Europäische Integration und Hochschulberater in Serbien für die deutsche Entwicklungszusammenarbeit (CIM/GTZ). Nach der Habilitation 2006 an der Universität Trier, venia legendi für Politikwissenschaften, vertrat er von 2008 bis 2009 eine Professur an der Universität Stuttgart und eine für Internationale Politik an der Universität Passau. Von 2009 bis 2010 war er Senior Lecturer im Master-Studiengang European Studies für Studierende aus Israel und Palästina an der Universität Düsseldorf. Seit 2010 ist Stahl Professor für Internationale Politik an der Universität Passau.
Seine Forschungsinteressen liegen im Bereich vergleichende Außenpolitikforschung mit Schwerpunkt auf deutscher und französischer Außenpolitik, EU-Außenpolitik auf dem Balkan, dem Arabischen Frühling sowie der Reaktion auf internationale Konflikte. Außerdem forscht er über Identitätstheorie, Diskursanalyse und Bildanalyse der Internationalen Politik.

## Schriften (Auswahl)
- Warum gibt es die EU und die ASEAN? Faktoren weltpolitischer Institutionalisierung in vergleichender Analyse. Baden-Baden 1998, ISBN 3-7890-5632-4.
- Frankreichs Identität und außenpolitische Krisen. Verhalten und Diskurse im Kosovo-Krieg und der Uruguay-Runde des GATT. Baden-Baden 2006, ISBN 3-8329-1852-3.
- mit Sebastian Harnisch (Hrsg.): Vergleichende Außenpolitikforschung und nationale Identitäten. Die Europäische Union im Kosovo-Konflikt 1996 – 2008. Baden-Baden 2009, ISBN 978-3-8329-4801-6.
- mit Sören Keil (Hrsg.): The Foreign Policies of Post-Yugoslav States. From Yugoslavia to Europe. Palgrave, Basingstoke 2014, ISBN 978-1-137-38413-3.
- mit Horst-Alfred Heinrich: Pictorial stereotypes and images in the Euro debt crisis. In: National Identities 19 (1), 109–127, 2015.
- mit Laura-Theresa Krüger: The French foreign policy U-turn in the Arab Spring – the case of Tunisia. In: Mediterranean Politics 23 (2), S. 197–222, 2016.
- Verantwortung – welche Verantwortung? Der deutsche Verantwortungsdiskurs und die Waffenlieferungen an die Peschmerga. In: Zeitschrift für Politikwissenschaft 27 (4), S. 437–471, Wiesbaden 2017.
- mit Manuel Iretzberger: Politikrelevanz und Handlungsempfehlungen in den Internationalen Beziehungen. In: Zeitschrift für Internationale Beziehungen 25 (2), S. 64–95, Baden-Baden 2018.
- Internationale Politik verstehen. Eine Einführung. 3. Auflage, Verlag Barbara Budrich (utb), Opladen 2020, ISBN 978-3-8252-8768-9.
- Lautes Schweigen, IPG 10. Dezember 2020, https://www.ipg-journal.de/rubriken/aussen-und-sicherheitspolitik/artikel/lautes-schweigen-4860/
- mit Sören Keil: A new Eastern Question? The Great Powers and the Post-Yugoslav States, ibidem, 2022, ISBN 978-3-8382-1375-0.